# Capinzal do Norte
Capinzal do Norte est une municipalité brésilienne située dans l'État du Maranhão.